# Col·laboració Internacional de Base de Dades de Seqüències de Nucleòtids (INSDC)
La Col·laboració Internacional de Base de Dades de Seqüències de Nucleòtids (INSDC) és una iniciativa on participen la DNA DataBank del Japó (DDBJ), l'Arxiu Europeu de Nucleòtids (ENA), l'Institut Europeu de Bioinformàtica del Laboratori Europeu de Biologia Molecular (EMBL-EBI) i el Centre Nacional per la Informació de Biotecnologia (NCBI).
L'objectiu d'aquesta col·laboració consisteix en recopilar i difondre bases de dades que contenen seqüències d'ADN i ARN. El personal de cada organització col·laboradora està en constant interacció per a garantir la sincronització entre les bases de dades i poder tenir les dades noves sobre seqüències de nucleòtids aportades pels equips de recerca actualitzades.

## Informació addicional
- GenBank
- DDBJ
- ENA
- NCBI